# Geohintoniakaktus
Geohintoniakaktus (Geohintonia mexicana) är en suckulent växt inom det monotypiska släktet Geohintonia. Både släktet och artern beskrevs av Charles Edward Glass och W.A. Fitz Maurice 1991.